# Gouden Binnentrio
Het Gouden Binnentrio is de historische erenaam voor een drietal  Nederlandse voetbalinternationals uit de periode 1946-1957. Het waren de voorhoedespelers Abe Lenstra, Faas Wilkes en Kees Rijvers.
In 1946 debuteerden Wilkes en Rijvers als international in een uitwedstrijd tegen Luxemburg en daarna in een thuiswedstrijd in het Olympisch Stadion tegen België. Daarbij speelde het drietal voor de eerste keer samen. Bij de Olympische Zomerspelen van 1948 maakte het deel uit van het Nederlands olympisch voetbalelftal.
Mede doordat Wilkes en Rijvers al vroeg voor een buitenlandse carrière kozen, terwijl in Nederland nog geen betaald voetbal bestond, speelde het drietal slechts tien keer samen in het Nederlands elftal.
Een andere factor hierbij was, dat niemand van het trio als midvoor wilde spelen. Alle drie waren zij binnenspelers. Pas aan het eind van hun loopbaan acteerden zij weer alle drie in de Nederlandse voetbalcompetitie. In hun tien gezamenlijke interlands scoorde het trio 23 goals.